# Antonio Manuel Campoy Alías
Antonio Manuel Campoy Alías (Cuevas del Almanzora, Almería, 16 de novembre de 1924 - Madrid, 10 de gener de 1993) va ser un crític d'art i col·leccionista espanyol.

## Vida i obra
Es va llicenciar en filosofia i lletres i va ser tècnic en radiodifusió. Interessat pels moviments artístics contemporanis, va publicar articles periodístics en diverses revistes espanyoles i crítiques d'art a ABC.
És autor de diverses publicacions relacionades amb l'art, com l'obra 'El museo del Prado, els estudis Vida y obra de Velázquez i Vida y obra de Murillo o un Diccionario crítico del arte español contemporáneo. Són altres obres seves Cien maestros de la pintura española contemporánea, María Blanchard, Mirando alrededor, Noticias de siempre, Viaje por España, Norteamérica a vista de pájaro, Pío Baroja o Balzac.
En l'àmbit de la comunicació, va ser redactor cap de Radiotelevisió Espanyola.
Va pertànyer a diverses institucions artístiques i culturals, com la Reial Acadèmia de Belles Arts de Santa Isabel d'Hongria, l'Associació Internacional de Crítics d'Art o l'Orde d'Alfons X el Savi, amb que va ser condecorada. D'altra banda, la seva labor s'ha vist reconeguda amb diversos guardons, entre ells, la Medalla d'Or al Mèrit en les Belles Arts, el Premi Nacional de Crítica d'Art, la Medaglia Culturale d'Argento (lliurada per l'Estat italià), el Premi Nacional de Radiodifusió i Televisió (actual Quixot d'Or) i un dels Premis Ondas 1958. Va fundar l'Acadèmia Lliure d'Arts i Lletres de San Antón.
És a més, fill predilecte del seu poble natal, Cuevas de Almanzora, en que el seu castell del Marquès dels Vélez es troba el Museu d'Art Contemporani Antonio Manuel Campoy, amb llenços d'artistes com Picasso, Tàpies o Barceló.